# Direttore di macchina

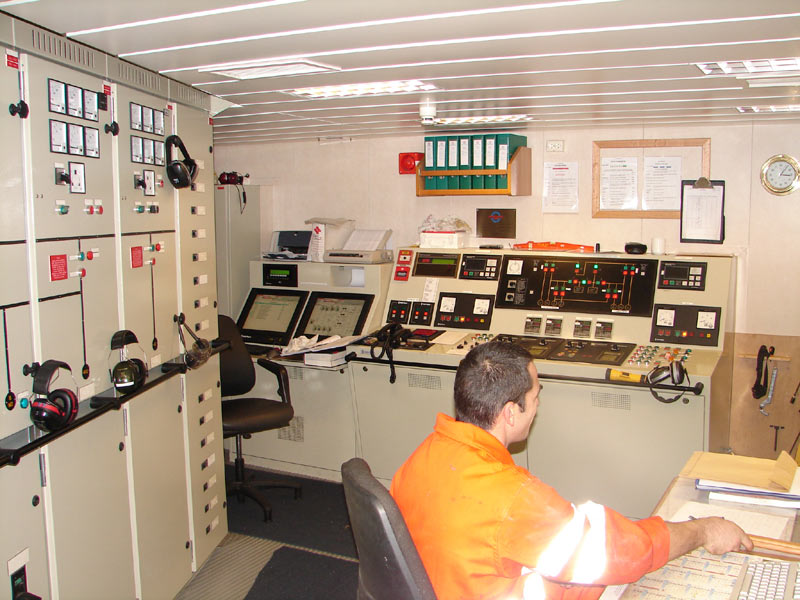
Un direttore di macchina in sala controllo propulsione (SCP), nota anche come "centrale".

Quella di direttore di macchina (indicato con la sigla DM o DM1 ove previsto che imbarchi anche il suo secondo; in lingua inglese: chief engineer) è una qualifica professionale e una posizione di bordo della sezione di macchina prevista e certificata della normativa internazionale di cui alla convenzione IMO STCW, sez. A - regola III/2 in vigore.

## Descrizione
Egli è il Capitano responsabile a livello direttivo della propulsione meccanica, del funzionamento e della manutenzione degli impianti meccanici ed elettrici a bordo di una nave, nonché la qualifica più elevata e la figura apicale tra gli ufficiali macchinisti, secondo nella gerarchia di bordo delle navi mercantili, dopo il comandante e prima di quello del comandante in seconda e del direttore di macchina in seconda.

## Certificazioni abilitanti alla direzione di macchina

### Direttore di macchina su navi con apparato motore principale pari o superiore a 3000 kW

Grado su tubolare per direttore di macchina della Marina mercantile per navi con motore pari o superiore a 3000 kW

Il direttore di macchina su navi aventi un apparato motore principale pari o superiore a 3000 kW assume la responsabilità della guardia in macchina, a livello direttivo, in un locale apparato motore presidiato o periodicamente non presidiato, a bordo di navi aventi un apparato motore principale con potenza di propulsione pari o superiore a 3000 kW.
Per conseguire il certificato di direttore di macchina su navi aventi un apparato motore principale pari o superiore a 3000 kW occorrono i seguenti requisiti:
- essere in possesso del certificato di abilitazione di primo ufficiale di macchina su navi con apparato motore principale pari o superiori a 3000 kW;
- essere in possesso di un diploma di scuola secondaria di II ciclo dell'istituto tecnico indirizzo trasporti e logistica opzioni conduzione apparati e impianti marittimi, che fornisce le conoscenze di cui alla sezione A-III/1 del codice STCW, riconosciuto dal Ministero delle infrastrutture e dei trasporti;
- in alternativa al requisito di cui al punto precedente, essere in possesso di un titolo di studio conclusivo di un percorso di secondo ciclo, integrato dal percorso formativo per l'acquisizione delle competenze specifiche di macchina di cui alla sezione A-III/1 del codice STCW;
- aver completato un modulo formativo e di addestramento sugli standard specifici della sezione A-III/2 del Codice STCW per direttori di macchina e primi ufficiali di macchina[1]. Tale modulo, potra’ essere svolto presso gli istituti autorizzati dal Ministero delle Infrastrutture e dei Trasporti allo svolgimento del percorso formativo per l'acquisizione delle competenze specifiche;
- aver effettuato 36 mesi di navigazione in qualità di ufficiale responsabile di una guardia in macchina su navi con apparato motore principale di potenza pari o superiore a 3000 kW, soggette alle disposizioni impartite dalla Convenzione STCW, risultanti dal libretto di navigazione. Il periodo di navigazione è ridotto a trenta mesi, nel caso in cui 12 mesi di navigazione sono svolti in qualità di primo ufficiale di macchina su navi con apparato motore principale pari o superiore a 3000 kW, soggette alle disposizioni della Convenzione STCW.

### Direttore di macchina su navi con apparato motore principale tra 750 e 3000 kW

Distintivo di direttore di macchina della Marina mercantile per navi con motore tra 750 e 3000 kW

Il direttore di macchina su navi aventi un apparato motore principale tra 750 e 3000 kW assume la direzione della guardia in macchina in un locale apparato motore presidiato, o periodicamente non presidiato, a bordo di navi aventi un apparato motore principale con potenza di propulsione compresa tra 750 e 3000 kW.
Per conseguire il certificato di direttore di macchina su navi aventi un apparato motore principale tra 750 e 3000 kW occorrono i seguenti requisiti:
- essere in possesso del certificato di abilitazione di primo ufficiale di macchina su navi con apparato motore principale tra 750 e 3000 kW;
- essere in possesso di un diploma di scuola secondaria di II ciclo dell'istituto tecnico indirizzo trasporti e logistica opzioni conduzione apparati e impianti marittimi, che fornisce le conoscenze di cui alla sezione A-III/1 del codice STCW, riconosciuto dal Ministero delle infrastrutture e dei trasporti;
- in alternativa al requisito di cui al punto precedente, essere in possesso di un titolo di studio conclusivo di un percorso di secondo ciclo, integrato dal percorso formativo per l'acquisizione delle competenze specifiche di macchina di cui alla sezione A-III/1 del codice STCW;
- aver completato un modulo formativo e di addestramento sugli standard specifici della sezione A-III/2 del Codice STCW per direttori di macchina e primi ufficiali di macchina[1]. Tale modulo, potrà essere svolto presso gli istituti autorizzati dal Ministero delle infrastrutture e dei trasporti allo svolgimento del percorso formativo per l'acquisizione delle competenze specifiche;
- aver effettuato 36 mesi di navigazione in qualità di ufficiale responsabile di una guardia in macchina su navi con apparato motore principale tra 750 e 3000 kW, soggette alle disposizioni impartite dalla Convenzione STCW, risultanti dal libretto di navigazione. Il periodo di navigazione è ridotto a 24 mesi, nel caso in cui 12 mesi di navigazione sono svolti in qualità di primo ufficiale di macchina su navi con apparato motore principale tra 750 e 3000 kW, soggette alle disposizioni della Convenzione STCW.

### Direttore di macchina su navi con apparato motore principale fino a 750 kW

Distintivo di direttore di macchina della Marina mercantile italiana per navi con motore tra fino 750 kW

Il direttore di macchina su navi dotate di apparato motore principale fino a 750 kW imbarca con tale qualifica su navi aventi un apparato motore presidiato o periodicamente non presidiato fino a 750 kW.
Per conseguire l'abilitazione di direttore di macchina su navi con apparato motore principale fino a 750 kW occorrono i seguenti requisiti:
- essere in possesso del certificato IMO di ufficiale di macchina su navi con apparato motore principale fino a 750 kW;
- aver compiuto 21 anni di età;
- aver effettuato 36 mesi di navigazione in servizio di macchina di cui 12 mesi con la qualifica di ufficiale di macchina risultanti dal libretto di navigazione; ovvero aver effettuato 54 mesi di navigazione in servizio di macchina risultanti dal libretto di navigazione.
- aver sostenuto con esito favorevole un esame teorico pratico ai sensi dell'articolo 10 del decreto direttoriale 17 dicembre 2007, di cui alla Sezione A-III/1 del Codice STCW, dopo il completamento di 36 mesi di navigazione.

### Direttore di macchina del diporto
Il direttore di macchina del diporto può imbarcare su navi da diporto anche adibite al noleggio aventi un apparato motore principale con potenza di propulsione superiore a 3000 Kw.
Per conseguire il certificato di direttore di macchina del diporto occorrono i seguenti requisiti: 
- essere in possesso del certificato di capitano di macchina del diporto;
- aver effettuato un periodo di navigazione di 24 mesi su navi da diporto anche adibite al noleggio con il titolo immediatamente inferiore.

### Fonti normative internazionali
- Legge 21 novembre 1985, n. 739, in materia di "Adesione alla convenzione del 1978 sulle norme relative alla formazione della gente di mare, al rilascio dei brevetti ed alla guardia."
- Decreto del presidente della Repubblica 8 novembre 1991, n. 435, in materia di "Approvazione del regolamento per la sicurezza della navigazione e della vita umana in mare."
- Decreto legislativo 7 luglio 2011, n. 136, in materia di "Attuazione della direttiva 2008/106/CE concernente i requisiti minimi di formazione per la gente di mare."
- Decreto legislativo 12 maggio 2015, n. 71, in materia di "Attuazione della direttiva 2012/35/UE, che modifica la direttiva 2008/106/CE, concernente i requisiti minimi di formazione della gente di mare."

### Fonti normative italiane
- Decreto ministeriale 10 maggio 2005, n. 121, in materia di "Regolamento recante l'istituzione e la disciplina dei titoli professionali del diporto."
- Decreto ministeriale del 30 novembre 2007 Archiviato il 3 febbraio 2015 in Internet Archive. e successive modificazioni (vedi sotto)
  -  Decreto ministeriale del 6 settembre 2011, su mit.gov.it. URL consultato il 3 febbraio 2015 (archiviato dall'url originale il 17 agosto 2014).
  -  Decreto ministeriale del 7 novembre 2011 (PDF), su iosrlcultura.com.
- Decreto ministeriale del 4 dicembre 2013 (PDF), su amadi.org.

### Testi
- Serena Cantoni, Sali a bordo. Perché scegliere la carriera marittima Archiviato il 3 giugno 2016 in Internet Archive.. Ministero dei trasporti e della navigazione, Roma.